# 伞型束梗孢菌纲
伞型束梗孢菌纲（学名：Agaricostilbomycetes）是担子菌门柄锈菌亚门下的一个纲。该纲共包含2个目、3个科、10个属、47个种。

## 分类
- 伞型束梗孢菌目（Agaricostilbales）
  - 伞型束梗孔菌科（Agaricostilbaceae）
    - 伞型束梗孔菌属（Agaricostilbum）
    - 本森顿酵母属（Bensingtonia，部分）
    - Sterigmatomyces

  - Chionosphaeraceae
    - Chionosphaera
    - 克氏担孢酵母属（Kurtzmanomyces）
    - Mycogloea（部分）
    - 束梗孢属（Stilbum）

  - Kondoaceae
    - 本森顿酵母属（Bensingtonia，部分）
    - Kondoa
- Spiculostilbales
  - Mycogloea（部分）
  - Spiculogloea
  - 掷孢酵母属（Sporobolomyces，部分）